# James Lutz
James Lutz (31 de marzo de 1998) es un deportista estadounidense que compitió en tiro con arco, en la modalidad de arco compuesto. Ganó dos medallas de oro en el Campeonato Mundial de Tiro con Arco al Aire Libre, en los años 2019 y 2021.

## Palmarés internacional
| Campeonato Mundial al Aire Libre | Campeonato Mundial al Aire Libre | Campeonato Mundial al Aire Libre | Campeonato Mundial al Aire Libre |
| Año                              | Lugar                            | Medalla                          | Prueba                           |
| -------------------------------- | -------------------------------- | -------------------------------- | -------------------------------- |
| 2019                             | 's-Hertogenbosch (Países Bajos)  | Medalla de oro                   | Individual                       |
| 2021                             | Yankton (Estados Unidos)         | Medalla de oro                   | Equipo                           |